# Schachweltmeisterschaft der Frauen 1984
Bei der Schachweltmeisterschaft der Frauen 1984 verteidigte die Georgierin Maia Tschiburdanidse ihren Titel gegen Irina Levitina erfolgreich.

## Interzonenturniere
Bei den Interzonenturnieren 1982 traten 15 bzw. 16 Spielerinnen an, die sich zuvor im regionalen Maßstab bei Zonenturnieren qualifiziert hatten. Aus diesen Turnieren qualifizierten sich je drei Spielerinnen für das Kandidatenturnier. 

## Kandidatenturnier
Das Kandidatenturnier wurde erneut mit acht Spielerinnen im K.-o.-System ausgetragen. Zu den sechs Qualifikantinnen aus den Interzonenturnieren kamen die beiden Spielerinnen hinzu, die 1981 das Kandidatenfinale bestritten hatten.
Viertelfinale Gaprindaschwili – Lewitina, März 1983 in Lwiw
|                      | 1 | 2 | 3 | 4 | 5 | 6 | 7 | 8 | 9 | 10 | Punkte |
| -------------------- | - | - | - | - | - | - | - | - | - | -- | ------ |
| Nona Gaprindaschwili | 0 | 0 | 1 | 0 | 1 | 0 | 0 | 1 | 1 | 0  | 4      |
| Irina Levitina       | 1 | 1 | 0 | 1 | 0 | 1 | 1 | 0 | 0 | 1  | 6      |

Viertelfinale Mureșan – Semenova, März 1983 in Bad Kissingen
|                   | 1 | 2 | 3 | 4 | 5 | 6 | 7 | 8 | 9 | 10 | Punkte |
| ----------------- | - | - | - | - | - | - | - | - | - | -- | ------ |
| Margareta Mureșan | 0 | 0 | 1 | 0 | ½ | ½ | 1 | 1 | 0 | ½  | 4½     |
| Lydyja Semenowa   | 1 | 1 | 0 | 1 | ½ | ½ | 0 | 0 | 1 | ½  | 5½     |

Viertelfinale Iosseliani – Liu Shilan, März 1983 in Velden am Wörther See
|                 | 1 | 2 | 3 | 4 | 5 | 6 | 7 | 8 | 9 | Punkte |
| --------------- | - | - | - | - | - | - | - | - | - | ------ |
| Nana Iosseliani | ½ | 1 | 0 | 1 | ½ | ½ | 1 | ½ | 1 | 6      |
| Liu Shilan      | ½ | 0 | 1 | 0 | ½ | ½ | 0 | ½ | 0 | 3      |

Viertelfinale Lematschko – Alexandria, April 1983 in Alicante
|                    | 1 | 2 | 3 | 4 | 5 | 6 | 7 | 8 | 9 | 10 | Punkte |
| ------------------ | - | - | - | - | - | - | - | - | - | -- | ------ |
| Tatjana Lematschko | 1 | 0 | 0 | 0 | ½ | 0 | 1 | ½ | 1 | ½  | 4½     |
| Nana Alexandria    | 0 | 1 | 1 | 1 | ½ | 1 | 0 | ½ | 0 | ½  | 5½     |

Halbfinale Alexandria – Levitina, November 1983 in Dubna
|                 | 1 | 2 | 3 | 4 | 5 | 6 | 7 | 8 | 9 | 10 | 11 | 12 | 13 | 14 | Punkte |
| --------------- | - | - | - | - | - | - | - | - | - | -- | -- | -- | -- | -- | ------ |
| Nana Alexandria | 0 | ½ | ½ | ½ | ½ | 1 | 1 | 0 | 1 | 0  | 0  | 1  | ½  | 0  | 6½     |
| Irina Levitina  | 1 | ½ | ½ | ½ | ½ | 0 | 0 | 1 | 0 | 1  | 1  | 0  | ½  | 1  | 7½     |

Halbfinale Iosseliani – Semenowa, November 1983 in Sotschi
|                 | 1 | 2 | 3 | 4 | 5 | 6 | 7 | 8 | 9 | 10 | Punkte |
| --------------- | - | - | - | - | - | - | - | - | - | -- | ------ |
| Nana Iosseliani | 1 | 0 | 1 | 0 | 0 | 1 | 1 | 0 | ½ | 0  | 4½     |
| Lydyja Semenowa | 0 | 1 | 0 | 1 | 1 | 0 | 0 | 1 | ½ | 1  | 5½     |

Kandidatenfinale Semenowa – Levitina, März 1984 in Sotschi
|                 | 1 | 2 | 3 | 4 | 5 | 6 | 7 | 8 | 9 | 10 | 11 | 12 | Punkte |
| --------------- | - | - | - | - | - | - | - | - | - | -- | -- | -- | ------ |
| Lydyja Semenowa | ½ | 0 | 0 | ½ | ½ | 1 | ½ | 1 | ½ | 0  | ½  | 0  | 5      |
| Irina Levitina  | ½ | 1 | 1 | ½ | ½ | 0 | ½ | 0 | ½ | 1  | ½  | 1  | 7      |

## Weltmeisterschaftskampf
Der Weltmeisterschaftskampf wurde vom 10. September bis 25. Oktober 1984 in Wolgograd ausgetragen. Hauptschiedsrichter war Jaroslav Šajtar aus der Tschechoslowakei. Maia Tschiburdanidse gewann sicher und blieb für weitere zwei Jahre Weltmeisterin. Als Titelverteidigerin hätten ihr 8 Punkte genügt, es wurde jedoch nach Erreichen des achten Punktes so lange weitergespielt, wie die Herausforderin ein Unentschieden erreichen konnte.
|                      | 1 | 2 | 3 | 4 | 5 | 6 | 7 | 8 | 9 | 10 | 11 | 12 | 13 | 14 | Punkte |
| -------------------- | - | - | - | - | - | - | - | - | - | -- | -- | -- | -- | -- | ------ |
| Irina Levitina       | ½ | ½ | 1 | 0 | ½ | ½ | ½ | 1 | 0 | 0  | ½  | 0  | 0  | ½  | 5½     |
| Maia Tschiburdanidse | ½ | ½ | 0 | 1 | ½ | ½ | ½ | 0 | 1 | 1  | ½  | 1  | 1  | ½  | 8½     |